# Израиль на зимних Олимпийских играх 1994
Израиль принимал участие в Зимних Олимпийских играх 1994 года в Лиллехамере (Норвегия) в первый раз за свою историю, но не завоевал ни одной медали. 24-летний уроженец Одессы Михаил Шмеркин выступил в соревнованиях по фигурному катанию и занял 16-е место. Шмеркин стал первым фигуристом, представляющим Израиль на Олимпиаде. Для Шмеркина это также был дебют на олимпийском льду.
| Мужчины | Михаил Шмеркин | 7.5 | 15 | 17.0 | 24.5 | 16 |